# 新界區專線小巴98線
新界區專線小巴98線是香港一條來往荃灣（河背街）與葵盛北（葵孝街）的新界區專線小巴路線。路線取道葵福路，由李惠珍運輸有限公司營運，全程收費為$4.9。98線設短程服務循環來往荃灣（河背街）與高盛臺，亦設特別班次由葵聯邨單向開往荃灣（河背街）。

## 歷史
李惠珍運輸有限公司是98線的營辦商。2013年9月1日，98線增設每日早上循環來往荃灣（河背街）與高盛臺的短程服務。2016年12月19日，98線增設逢星期一至五（公眾假期除外）早上由葵聯邨單向開往荃灣（河背街）的2班特別班次，分別於08:00與08:30開出，初期試辦3個月，後來08:30的班次獲保留。

## 服務時間及班次
98線一般服務每日全日服務，短程服務每日早上服務，特別班次逢星期一至五（公眾假期除外）早上08:30開出一班，具體服務時間與班次密度列表如下：
| 服務     | 服務時間                                    | 班次（分鐘）                         |
| -------- | ------------------------------------------- | ------------------------------------ |
| 一般服務 | 06:30－23:20                                | 4－8                                 |
| 短程服務 | 07:00－08:30 （僅限公眾假期外的星期一至五） | 10                                   |
| 短程服務 | 08:30－11:30                                | 10                                   |
| 特別班次 | 08:30 （僅限公眾假期外的星期一至六）        | 08:30 （僅限公眾假期外的星期一至六） |

## 收費
98線所有服務的所有班次的收費一律為$4.9，一律不設分段收費。
乘客如使用同一張八達通於90分鐘內由98線轉乘港鐵或由港鐵轉乘98線，可享有$0.3的轉乘優惠。此外，60歲－64歲香港居民、65歲或以上長者與合資格殘疾人士如以指定八達通繳付98線的車資，均可享有長者及合資格殘疾人士公共交通票價優惠計劃提供的$2票價優惠。

## 走線及停站

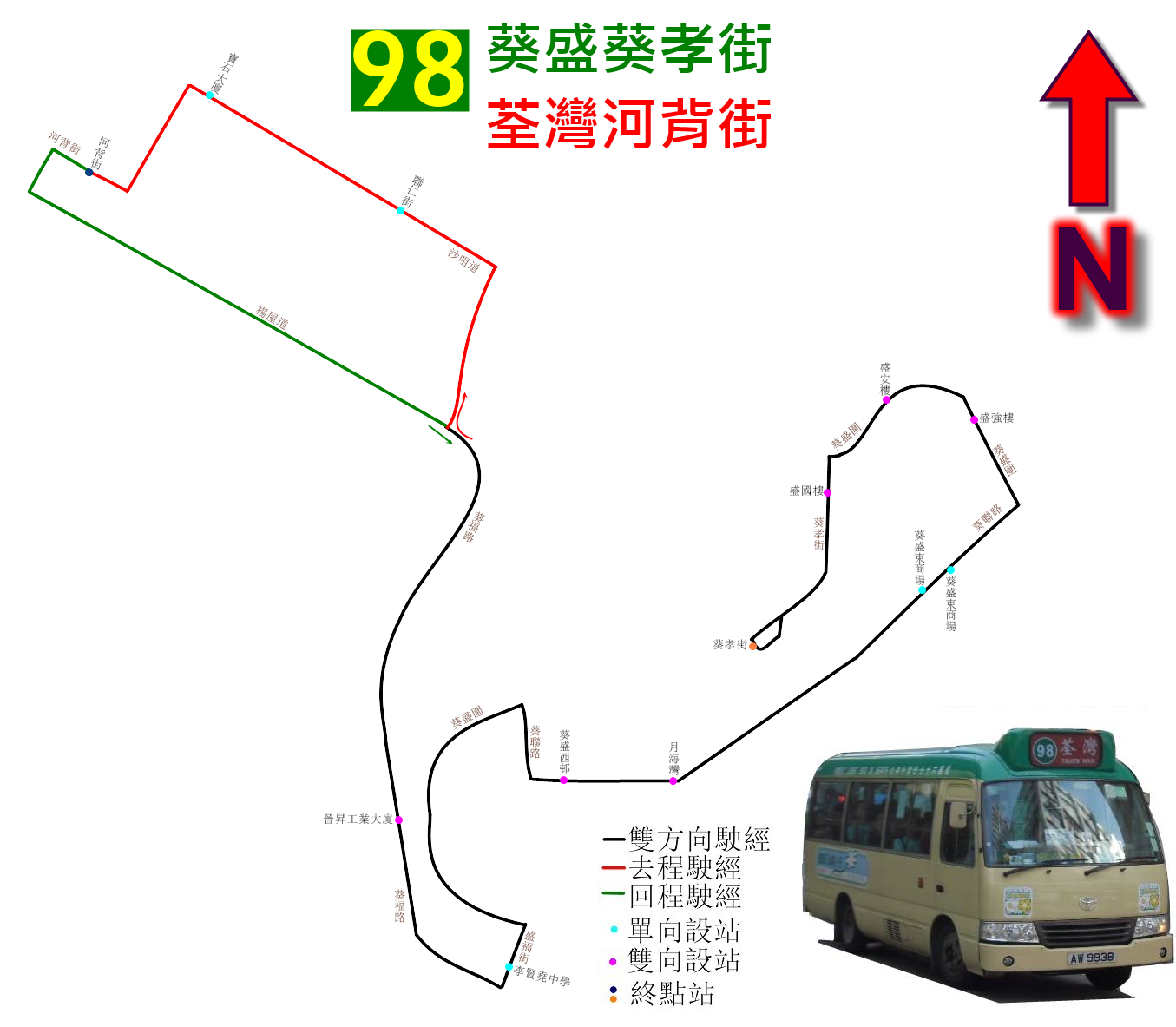
98線走線圖

98線由荃灣（河背街）總站開出的一般服務班次經河背街、眾安街、楊屋道、葵福路、盛福街、葵盛圍、葵聯路、葵盛圍與葵孝街前往葵盛北（葵孝街）總站，由葵盛北（葵孝街）總站開出的一般服務班次經葵孝街、葵盛圍、葵聯路、葵盛圍、盛福街、葵福路、德士古道、沙咀道、鹹田街與河背街前往荃灣（河背街）總站，由荃灣（河背街）總站開出的短程服務班次經河背街、眾安街、楊屋道、德士古道、葵福路、盛福街、葵盛圍（高盛臺外）、葵聯路、葵盛圍、盛福街、葵福路、德士古道、沙咀道、鹹田街與河背街返回總站，由葵聯邨開出的特別班次經葵聯路、葵盛圍、盛福街、葵福路、德士古道、沙咀道、鹹田街與河背街前往荃灣（河背街）總站，具體停站請參考資訊框。
98線的全程行車里數約為3.5公里，行車時間約為17分鐘。

## 客量
根據運輸署在2014年給予葵青區議會交通及運輸委員會的書面答覆，以葵聯路的情況為准，上午7時至9時期間98線往荃灣方向的服務的平均載客率為93%。根據運輸署在2019年開支預算審核中給予時任香港立法會議員陳恒鑌的書面答覆，98線所屬的路線組別（98線與新界區專線小巴89、89A、89B、89P、89M、89S線）的每日乘客量為30,300人次。根據運輸署在2021年給予葵青區議會交通及運輸委員會的書面答覆，以葵盛西邨的情況為准，上午11時至下午1時期間98線往荃灣方向的服務的平均載客率約為70%，雖然有部分乘客未能成功上車，但他們在約5分鐘後仍能成功乘搭下一個班次。
根據《香港01》在2021年的報導，98線荃灣（河背街）總站每晚繁忙時間都會出現人龍，大量乘客於該處排隊等候乘搭98線返回葵盛西邨與葵盛東邨。由於葵盛西邨與葵盛東邨一帶與荃灣的聯絡交通只有九龍巴士34線、新界區專線小巴89B線與98線，惟前兩者的班次十分疏落，使98線成為葵盛居民於晚間由荃灣返回葵盛的普遍選擇。此外，由於98線荃灣（河背街）總站鄰近楊屋道街市，葵盛居民亦普遍習慣在該處候車回家。部分乘客稱98線荃灣（河背街）總站於每日下午5時至6時即開始出現人龍，每次目測都有約70人至80人候車。時任葵青區議會葵盛西邨選區議員梁靜珊稱以往曾多次收到葵盛居民投訴98線在繁忙時間班次過少。98線的營運商曾向梁靜珊反映有意加開班次，惟暫時未能成功聘請司機。